# 월인석보 권11, 12
월인석보 권11, 12(月印釋譜 卷十一, 十二)은 서울특별시 용산구 삼성미술관 리움에 있는, 『월인천강지곡』과 『석보상절』을 합하여 세조 5년(1459)에 편찬한 불경언해서이다. 1987년 12월 26일 대한민국의 보물 제935호로 지정되었다.

## 개요
『월인석보』는 『월인천강지곡』과 『석보상절』을 합하여 세조 5년(1459)에 편찬한 불경언해서이다. 『석보상절』은 1447년 왕명에 따라 수양대군이 소헌왕후의 명복을 빌기 위해 지은 석가의 일대기를 한글로 쓴 불경서이고, 『월인천강지곡』은 세종이 『석보상절』을 읽고 각각 2구절에 따라 찬가를 지은 것이다. 
『월인석보』권 11, 12는 그 동안 알려진 10권 8책에는 없는 부분에 해당되는 것으로 세조 5년(1459)에 간행된 초판본이다. 권 11에는 『월인천강지곡』 제272부터 275까지 실렸고 『석보상절』은 「법화경」 권1의 내용이 실려 있다. 권 12에는 『월인천강지곡』 제276부터 278까지 실렸고 『석보상절』은 「법화경」 권2의 내용이 실려 있다.
이 책은 훈민정음 창제 이후 제일 먼저 나온 한글불교대장경으로, 조선 전기의 훈민정음 연구와 불교학 및 서지학 연구에 매우 귀중한 자료이다.

## 참고 자료
- 월인석보 권11, 12 - 국가유산청 국가유산포털